# 津幡運動公園陸上競技場

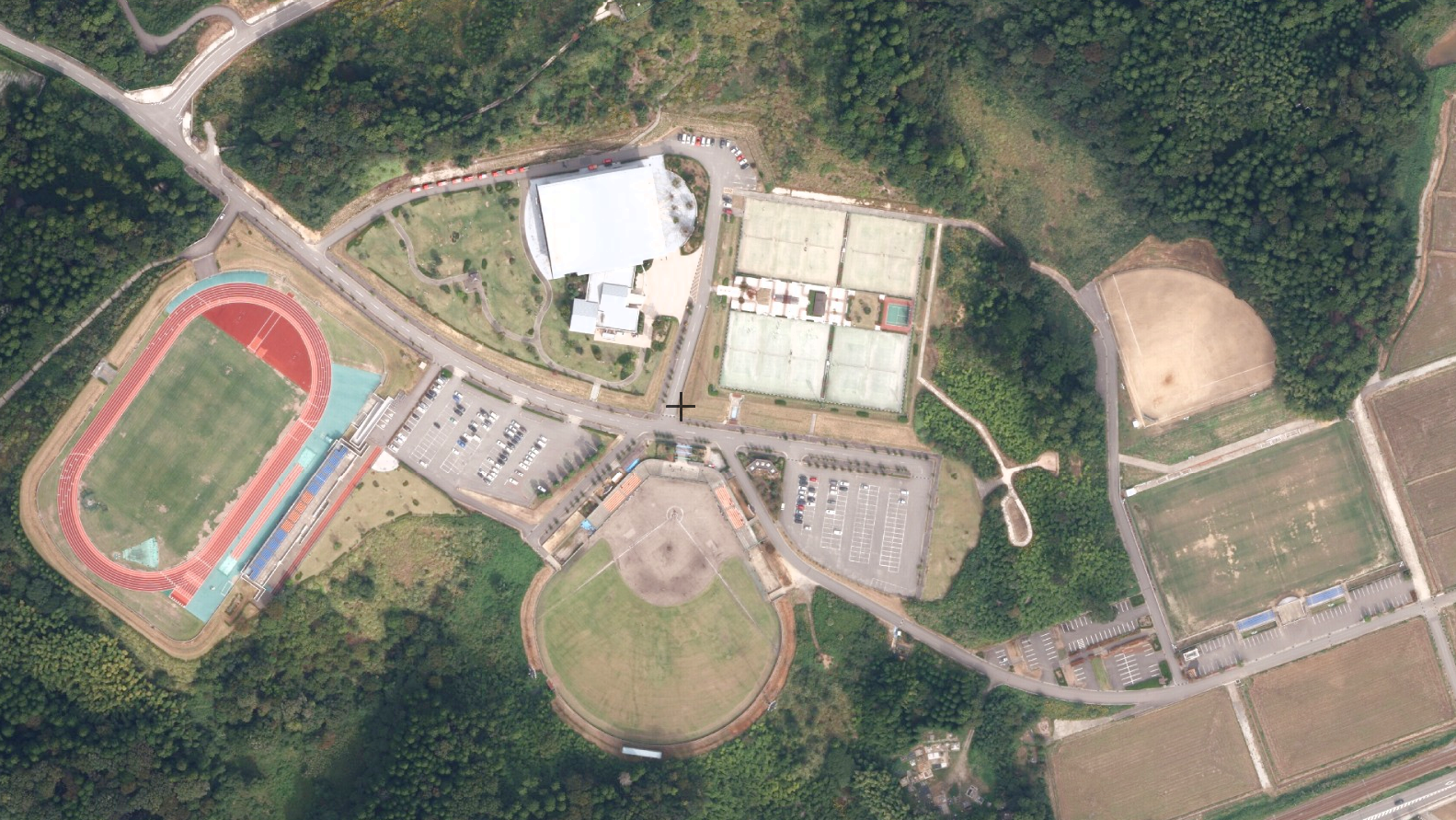
津幡運動公園

津幡運動公園陸上競技場（つばた・うんどうこうえん・りくじょうきょうぎじょう）は、石川県河北郡津幡町にある陸上競技場である。

## 概要
日本陸上競技連盟第3種公認競技場である。1周400mトラック、天然芝フィールドを保有。スタンドはメインスタンドのみ座席、サイド・バックスタンドは芝生席（屋根、照明無し）。日本フットボールリーグ時代のツエーゲン金沢が石川県西部緑地公園陸上競技場との併用で本拠地として使用していた。
2014年に日本プロサッカーリーグ（J3リーグ）正会員に承認されたが、Jリーグクラブライセンス制度（J3リーグ加盟の場合は原則として座席で5000人以上収容、かつ将来のJ2・J1昇格スペックに適合するように整備することが義務付けられている）の関係で、津幡での主催試合は開催されず、J1基準を満たす石川西部がメインとなる。